# اتحادیه فوتبال بایرن
اتحادیه فوتبال بایرن (آلمانی: Bayerischer Fussball-Verband)، به اختصار BFV، یکی از ۲۱ اتحادیه منطقه‌ای فدراسیون فوتبال آلمان، DFB است و ایالت بایرن تحت پوشش آن قرار دارد. این اتحادیه به‌طور مستقل در ۴ فوریه ۱۹۴۹ تشکیل شد اما منشأ تشکیل آن به سال ۱۹۴۵ برمی‌گردد.
اتحادیه فوتبال بایرن همچنین یکی از اعضای اتحادیه فوتبال جنوب آلمان، یکی از پنج اتحادیه بزرگ منطقه‌ای در آلمان است. از دیگر زیرشاخه‌های SFV، بادن، هسن، بادن جنوبی و ووتمبرگ هستند. این اتحادیه بزرگترین در میان پنج اتحادیه بزرگ منطقه‌ای در آلمان است.

## شمار اعضا
BFV براساس آخرین آمار تا سال ۲۰۱۹، ۱٬۶۰۷٬۷۲۶ عضو، ۴٬۵۳۰ باشگاه و ۲۵٬۵۵۴ تیم در نظام لیگ خود جا داده‌است، که آن را به بزرگترین اتحادیهٔ منطقه‌ای در آلمان تبدیل می‌کند. با توجه به وضعیت بایرن، یک سهمیه اضافی برای دور اول از جام حذفی به این اتحادیه اعطا می‌شود.